# 库基-钦语支
库基-钦语支，又称米佐-库基-钦语支，是藏緬語族的一个支系，约有50种语言。共有200多万人使用，多数属于库基族（印度阿萨姆邦）和钦族（缅甸钦邦），也有的属于米佐族（印度米佐拉姆邦）和那加族（印度那加兰邦）。
本语支使用人数最多的语言是米佐语，有70万人使用。
卡尔比语和曼尼普尔语有时也被划入这一类。